# Новоархангельское сельское поселение (Омская область)
Новоархангельское се́льское поселе́ние — муниципальное образование в Любинском районе Омской области Российской Федерации.
Административный центр — село Новоархангелка.

## История
Статус и границы сельского поселения установлены Законом Омской области от 30 июля 2004 года № 548-ОЗ «О границах и статусе муниципальных образований Омской области».

## Население
| 2010  | 2011  | 2012  | 2013  | 2014  | 2015  | 2016  |
| ----- | ----- | ----- | ----- | ----- | ----- | ----- |
| 1359  | ↗1360 | ↗1406 | ↘1375 | ↘1363 | ↗1402 | ↗1423 |
| 2017  | 2018  | 2019  | 2020  | 2021  | 2023  |       |
| ↘1373 | ↗1378 | ↘1367 | ↗1404 | ↘1259 | ↘1238 |       |

## Состав сельского поселения
| № | Населённый пункт | Тип населённого пункта       | Население |
| - | ---------------- | ---------------------------- | --------- |
| 1 | Авлы             | деревня                      | 298       |
| 2 | Новоархангелка   | село, административный центр | 1061      |